# Fernán Coronas
Fernán Coronas est le surnom du religieux et écrivain asturien Galo Antonio Fernández (1884-1939). Son œuvre poétique et ses efforts pour la dignification de la langue asturienne ont exercé une influence cruciale sur les auteurs de la première génération du Surdimientu.

## Sa vie
Galo Antonio Fernández y Fernández Cantera naît le 7 août 1884 à Cadavéu, (Valdés, Asturies). En 1897 il entre au couvent de la Congregation d'Oblatos d'Urnieta (Guipuscoa). Sa carrière ecclésiastique lui permet de voyager dans toute l'Europe, et c'est précisément à Aix-en-Provence qu'il est ordonné prêtre et qu'il a dit sa première messe en 1909.
À partir de 1915, il habite à Madrid, mais il fait des fréquents voyages en Asturies. Dans les dernières années de sa vie il est rentré dans sa ville natale, à cause de problèmes de santé. Il y exerce comme curé dans les paroisses de Cadavéu et Trevías. Il meurt le 28 janvier 1939 à l'hôpital de Vil.lar (Luarca).

## Son œuvre

### En espagnol
Les plus anciens poèmes remontent aux premiers ans du XXe siècle et ils sont écrits en espagnol. Une bonne part d'entre eux ont été publiés à Madrid sous le titre Cantares floridos ("Chansons fleuries") en 1915.
Vers 1918 il a commencé à composer son Poema a Covadonga, dont il y a eu de nombreuses versions. Celle de 1925 est composée d'un poème organisé en sept livres, qui correspondent chacun aux sept siècles de la Reconquista. D'après un témoignage recueilli par Antón García, Fernán Coronas aurait eu l'intention d'en écrire une version en langue asturienne. De ce projet on ne connaît que trois poèmes: El monxu ferreiru ("Le moine forgeron"), Lus escudus van veláus ("Les boucliers sont veillés")  et Las siete doncellas encoronadas ("Les sept demoiselles couronnées").
En 1924 il publie un autre ouvrage, en prose cette fois, dont le titre est Un lirio del valle ("Un iris de la vallée"), et la thématique fortement religieuse.

### En asturien
Dans les années 1920, la majeure partie de son œuvre est composée en asturien, et désormais, sa volonté de revitaliser la langue grâce à la littérature et les études philologiques devient plus évident.
Le thème religieux est présent dans nombre de ces poèmes, surtout dans le Viacrucis Valdesanu ou ceux dédiés à la Vierge de la Regalina : A la nuesa virxinina (« À notre toute petite Vierge »), Vírxene de mayu (« Vierge de Mai »), etc.
Dans d'autres poèmes on retrouve la thématique identitaire: le poète appelle les Asturies à se réveiller et rendre sa langue digne à nouveau.
L'œuvre de Fernán Coronas s'inscrit ainsi dans le phénomène des renaissances culturelles des langues minoritaires, telles que l'occitan, le catalan, le basque ou le galicien. Queixúmene del Esba ("Gémissement du fleuve Esba"), Las duas falas astures ("Les deux parlers asturiens"), sont des exemples très éclairants dans ce sens là.
Le profond lyrisme de beaucoup de ses vers font de lui, de l'avis de beaucoup de critiques, le premier véritable poète en langue asturienne, bien qu'il y ait eu Antón de Marirreguera au XVIIe siècle.